# Frédéric Perez
Frédéric Perez, född den 19 juli 1961 i Oran, Algeriet, är en fransk handbollsspelare.
Han tog OS-brons i herrarnas turnering i samband med de olympiska handbollstävlingarna 1992 i Barcelona.